# Корнилова, Галина Петровна
Гали́на Петро́вна Корни́лова (21 июля 1928, Москва — 7 июля 2021) — советская и российская писательница-прозаик. Печаталась с 1956 года. Опубликован ряд сборников её рассказов. Член Союза писателей СССР с 1973 г.

## Биография
Галина Петровна Корнилова (урождённая Еремеева) родилась в Москве 21 июля 1928 года.
Окончила МГПИ им. В. И. Ленина. Кандидат филологических наук (1955). Работала во Всесоюзном обществе культурных связей с зарубежными странами. Заведовала отделом поэзии журнала «Знамя»; пыталась опубликовать в журнале части «Поэмы без героя» Анны Ахматовой, но безуспешно.
В течение 25 лет (1992—2017) — главный редактор журнала «Мир Паустовского».
Член Союза писателей СССР, Союза писателей Москвы.
Ушла из жизни 7 июля 2021 года.

### Семья
Муж — Владимир Николаевич Корнилов (1928—2002) — поэт, писатель, литературный критик.

## Творчество
Критики характеризуют рассказы автора как лирические, с элементами фантастики.

### Избранные сочинения
- Корнилова Г. П. Большие дома : [Рассказы / Ил.: В. П. Муравьев]. — М.: Сов. писатель, 1970. — 192 с. — (Содерж.: Большие дома; Моя друзья деревья; Встретишь меня на перекрестке; Sernas; Сын Галки-Галчихи; Град мой светлый; И начинается ледоход..; Идите в горы; Летний дождь с моря; Наши неоткрытые острова, и др. рассказы).
- Корнилова Г. П. В сторону Садового кольца : Рассказы. — М. : Моск. рабочий, 1986. — 173 с. — (Содерж.: В сторону Садового кольца; Встретишь меня на перекрестке; Весло на воде; Музыка в Скатертном переулке; Звенящее море; Сын Галки-Галчихи; Никому не известный человек; Фокусник; Дорога без конца; Девушка в саду, и др. рассказы).
- Корнилова Г. Жизнь и приключения тигрёнка по имени Бука : [сказки : для дошкольного возраста] / [илл. Е. Корниловой]. — М.: Мелик-Пашаев, 2019. — 68 с.[8]
- Корнилова Г. П. Кикимора : Рассказы. Пьеса. — М. : Изд-во Моск. лит. музея-центра К. Г. Паустовского, 2002. — 461 с. — (Содерж.: Кикимора; Странная девочка Леля; Машинистка в полете; Игры в парке; Свобода, воля; Художница, или Чудо в полях; Заблудившийся автобус; Платье с синими и фиолетовыми цветами; Дикие звери рядом; Гость издалека и др.)
- Корнилова Г. П. Музыка в Скатертном переулке : Рассказы / [Худож. В. П. Муравьев]. — М. : Сов. писатель, 1980. — 279 с. — (Содерж.: Дикие звери рядом; Музыка в Скатертном переулке; Звенящее море; Острабрамские ворота; Девушка в саду; Человек на мосту; Надменные потомки; Как она приходила ко мне; Ненастье; Весло на воде, и др. рассказы).
- Корнилова Г. П. Наш знакомый Бумчик : [Для мл. школьного возраста] / Рис. Ю. Зальцмана. — М. : Сов. Россия, 1975. — 79 с.
  - / [Худож. Т. Березенская]. — М. : Дет. лит., 1993. — 54 с.
- Корнилова Г. П. Охота на кроликов : [Дет. детектив : Сборник] / [Худож. Ю. Саевич]. — М. : СП «Квадрат», 1996. — 477 с. — (Тайна и преступление). — (Содерж.: Следы Дриады; Папортник — волчья трава; Рыжий, рыжий, конопатый; Ночные дожди; Охота на кроликов).
- Корнилова Г. П. Прогулки в полночь : Рассказы / [Ил.: Н. А. Доброхотова-Майкова]. — М.: Сов. писатель, 1973. — 199 с. — (Содерж.: Парадное в переулке; Угликов; Его любовь и гибель; Я звоню по телефону; Прогулки в полночь; Сашкина жизнь; Художник и модель; Улетай за облака; Голубая картинка на стене; Туманный ноябрь, и др. рассказы)
- Корнилова Г. П. Трава : рассказы. — М.: Ключ-С, 2017. — 301 с. — (Содерж.: Путешествие; Никому не известный человек; Картина художника Вахромеева; Карбыши и все остальное; Смерть чиновника; Угликов; Утренний мститель; Трава, Мои друзья деревья; Полосатый гамак [и др.]).

Составитель книги — совм. с Яковом Гройсманом:
2003. 2004. Встречи в зале ожидания. Воспоминания о Булате — Изд. Деком, 2 издания
журнальные публикации
- в журналах «Новый Мир», «Знамя», «Зарубежные записки»[9]